# Sandro Mattioli
Sandro Mattioli (* 1975 in Heilbronn) ist ein deutsch-italienischer Journalist und Autor, der zur italienischen Mafia recherchiert und berichtet.

## Leben
Mattioli studierte in Tübingen und Rom Allgemeine Rhetorik, Neuere Geschichte und Empirische Kulturwissenschaft. Nach dem Studium hat er bei der Stuttgarter Zeitung volontiert und ab 2008 als freier Journalist in Rom gearbeitet. Er ist Vorsitzender des Berliner Vereins mafianeindanke.

## Werk
2010 erschien Mattiolis Buch Fettnäpfchenführer Italien. Wie man so tut, als sei man Italiener, 2011 sein Buch Die Müll-Mafia. Das kriminelle Netzwerk in Europa, in dem er mit seinem Co-Autor, Andrea Palladino, aus der Geschichte der kriminellen Müllentsorgung erzählt. Im Mittelpunkt stehen dabei vier Protagonisten: Gianfranco Posa, ein kalabresischer Anti-Mafia-Aktivist; Natale De Grazia, ein unter mysteriösen Umständen 1995 ums Leben gekommener italienischer Ermittler, der versuchte, die Hintermänner der Giftmüllschiffversenkungen im Mittelmeer ausfindig zu machen; Ilaria Alpi, eine junge italienische Journalistin, die gemeinsam mit ihrem Kameramann Miran Hrovatin 1994 in Somalia erschossen wurde, während sie über den Zusammenhang zwischen Müllexporten und Waffenhandel recherchierte; und Stefan Weber, ein ehemaliger Greenpeace-Aktivist, der auch politisch gegen die Müll-Netzwerke kämpfte und wesentlich dazu beigetragen hat, dass das schmutzige Gewerbe mittels internationaler Konventionen in die Schranken verwiesen wurde. Die Neue Zürcher Zeitung nennt das Buch einen „kompakten, lesenswerten Überblick über ein brisantes Thema, welches auch in Zukunft für Zündstoff sorgen wird.“ 2010 machte Mattioli öffentlich, dass eine der größten Antimafia-Razzien weltweit auch in Deutschland zu Verhaftungen geführt hatte. Für die Zeitschrift Stern enthüllte Mattioli 2012, dass die HSH Nordbank einen Windpark finanziert hat, von dem der ’Ndrangheta-Clan der Familie Arena profitiert.
Mattioli realisierte 2017 den Dokumentarfilm Das Gift der Mafia. Er ist zudem Redakteur des Podcasts Die Mafia spricht Deutsch.
Am 28. Januar 2022 wies er in der Sendung Planet Wissen auf Versäumnisse der Bekämpfung der Mafia in Baden-Württemberg hin, unter anderem seien in der Staatsanwaltschaft Stuttgart Akten stark verzögert bearbeitet worden und ein verdienter Antimafia-Ermittler gegen seinen Willen aus seiner Funktion entfernt worden. Die SPD-Landtagsfraktion griff die Kritik und weitere Berichterstattung von mafianeindanke auf und stellte am 14. März 2022 eine parlamentarische Anfrage an die Landesregierung.
Im Mai 2024 erschien das Buch Germafia. Wie die Mafia Deutschland übernimmt: ein Erfahrungsbericht. Darin berichtet Mattioli unter anderem über Verbindungen der Mafia zu Lidl, der Deutsche Bank AG oder dem FC Bayern. Als zentrale Figur in dem Buch wirkt der 'Ndrangheta-Kronzeuge Luigi Buonaventura.

### Schriften
- Fettnäpfchenführer Italien. Wie man so tut, als sei man Italiener. Conbook-Verlag, Meerbusch 2010, ISBN 978-3-934918-47-4
- mit Andrea Palladino: Die Müllmafia. Herbig, München 2012, ISBN 978-3-7766-2665-0
- mit Francesco Bianco: Bessersprecher Italienisch. Conbook-Verlag, Meerbusch 2015, ISBN 978-3-95889-103-6
- Germafia : wie die Mafia Deutschland übernimmt : ein Erfahrungsbericht. Neu-Isenburg: Westend, 2024, ISBN 978-3-86489-435-0